# یواس‌اس سلیم (ای‌ام‌اس-۳۳)
یواس‌اس سلیم (ای‌ام‌اس-۳۳) (به انگلیسی: USS Plover (AMS-33)) یک کشتی بود که طول آن ۱۳۶ فوت (۴۱ متر) بود. این کشتی در سال ۱۹۴۴ ساخته شد.